# Hasan bey Aghayev
Pour les articles homonymes, voir Aghayev.
Hasan bey Aghayev (en azéri : Həsən bəy Məşədi Hüseyn bəy oğlu Ağayev, né en 1875 à Gandja et mort le 19 juillet 1920 à Tbilissi) est un journaliste, homme politique, médecin et enseignant azéri.

## Éducation
Hasan bey Aghayev fait ses études secondaires au gymnase classique de Gandja. Grâce au parrainage de Hadji Zeynalabdin Taghiyev, il étudie à la faculté de médecine de l'Université de Moscou Il est élu président de la Société des Lumières des musulmans (1911). Avec Khudadat bey Rafibeyli (1878-1920), il fonde une société médicale à Gandja (1914).de Moscou  et en 1901 il obtient son diplôme avec mention.
Parallèlement à ses activités médicales, Hasan bey publie des articles dans des journaux et des magazines.

## Publications
Hasan bey Agayev est également impliqué dans le journalisme. À Gandja, il publie le journal « Yujny Kavkaz » (« Caucase du Sud ») (1911-1912). Sa brochure Classe, strate au nom de l'organisation Hummet est imprimée à Tiflis dans l'imprimerie Geyret de Djalil Mammadguluzade (1906). Pour la publication de cette brochure, Aghayev est persécuté et contraint de déménager en Iran et d'y vivre pendant un certain temps.
Après son retour d'émigration, il devient rédacteur en chef du journal Caucase du Sud, publié à Gandja en russe, et dirige également une société engagée dans l'éducation des musulmans. Fin 1914 il crée la première société de médecine à Gandja, avec Khudadat bey Rafibeyli.

## Activité politique
La révolution de février 1917 joue un rôle décisif dans la vie et l'œuvre futures d'Agayev.
Dans les nouvelles conditions, Hasan bey était l'un des fondateurs du Parti fédéraliste turc (Türk Ədəmi-Mərkəziyyət Partiyası). Hasan bey Agayev participe au Congrès des musulmans du Caucase qui se tient à Bakou.
Lors du premier congrès du Musavat du 26 au 31 octobre 1917, Hasan bey est élu membre du comité central du parti, et à la fin de l'année en tant que représentant à l'Assemblée constituante panrusse.
Hasan bey Aghayev a signé pour la première fois l'Acte d'indépendance de l'Azerbaïdjan le 28 mai 1918 à Tiflis.
Hasan bey Aghayev travaille comme médecin-chef de l'administration des chemins de fer azerbaïdjanais jusqu'à l'inauguration du Parlement azerbaïdjanais le 7 décembre 1918.
En décembre 1919 Hasan bey Agayev est élu Premier vice-président du Parlement et dirige le Parlement jusqu'au 2 février 1920. Après l'occupation d'avril (1920) Hasan bey émigre à Tiflis.